# 에샤 굽타
에샤 굽타(힌디어: ईशा गुप्ता, 영어: Esha Gupta, 1985년 11월 28일 ~ )는 인도의 배우, 모델이다. 2007년 미스 인도(Miss India) 3위 출신이다.